# Scheibe Zugvogel
Pour les articles homonymes, voir Scheibe.
Dimensions
Le Scheibe Zugvogel (oiseau migrateur) est un planeur monoplace de classe libre, à aile haute produit par Scheibe Flugzeugbau en Allemagne de l'ouest. La première version, le Ka-5, a été conçue par Rudolph Kaiser et les versions suivantes par Egon Scheibe.

## Conception et développement
Le Zugvogel a été conçu pour offrir un classe libre, simple, peu coûteux, offrant de hautes performances et un montage rapide. Il a eu plusieurs variantes au cours de la production des 100 planeurs réalisés.
Le planeur est de construction mixte, avec un fuselage en tube d’acier soudé entoilé, des surfaces arrière en structure entoilée et des ailes en bois. L'aile de 17 m d'envergure utilise un profil aérodynamique NACA 63-616 à l'emplanture évoluant en NACA 63-614 en bout d'aile. L'aile est munie d'aérofreins. Le nez est recouvert de fibre de verre. Le train d'atterrissage est une roue fixe fixe.

## Historique opérationnel
La pilote américaine de planeur Helen Dick a enregistré plusieurs records nationaux féminins sur monoplace dans son Zugvogel IIIB entre 1964 et 1967. Ils comprenaient une distance de 492,2 km, une distance à but fixé de 364,6 km et un aller-retour de 400 km.
En juillet 2011, trois Zugvogel IIIA et deux IIIB étaient enregistrés auprès de la Federal Aviation Administration des États-Unis, ainsi que deux Zugvogel IIIA et quatre IIIB enregistrés auprès de la British Civil Aviation Authority.

## Variantes
- Zugvogel I : Version initiale
- Zugvogel II : Version améliorée
- Zugvogel III : Version améliorée. Premier vol en avril 1957[1]
- Zugvogel IIIA : 17 m d'envergure 37.8 de finesse max.
- Zugvogel IIIB :Identique au IIIA avec un fuselage moins profond
- Zugvogel IV : Première version répondant à la nouvelle classe standard. 15 m d'envergure avec une augmentation de la corde en bout d'aile pour limiter la perte de surface alaire. Une plus grande partie du fuselage est entoilée et le dessus de la partie arrière est plat. Seuls les derniers exemplaires de la série disposent d'une roue fixe freinée en plus du patin[2].
- Zugvogel IVA
- Scheibe SF 27 Zugvogel V : Développement en classe standard FAI avec un nouveau fuselage.
- Loravia LCA-10 Topaze : Version construite sous licence en France par Loravia
- Loravia LCA-11 Topaze : Evolution du LCA10
- Loravia LCA-12 Topaze : Evolution du LCA11